# Dikti
Dikti (řecky Δίκτη) je pohoří nacházející se ve východní části ostrova řeckého Kréta, v regionální jednotce Lasithi. Nejvyšším vrcholem je hora Spathi (2148 m).

## Charakteristika
Na severu masivu leží náhorní rovina Lasithi, ze které se pohoří zvedá zvedá strmým až 1500 metrů vysokým zlomem a působí tak neobyčejně mohutně. Masiv je tvořen několika vrcholy, údolími a náhorní náhorními plošinami (Katharo, Omalos, Limnakaro). Centrální část horstva tvoří podkovu kolem údolí Selakano. Jižní a jihovýchodní svahy hor včetně údolí Selakano jsou zalesněné borovicemi, duby a cypřiši. Úrodná údolí a roviny kolem Dikti mají velkým význam pro místní ekonomiku.

## Mytologie
Podle pověsti zde Rheia ukryla malého Dia, aby jej uchránila před jeho otcem Kronem.

### Významné vrcholy
- Spathi (2148 m)
- Afentis Christos (2141 m)
- Lazaros (2085 m)
- Katharo Tsivi (1665 m)
- Afentis (1571 m)
- Selena (1559 m)
- Platia Korfi (1489 m)